# Кенигсбрун
Кенигсбрун (њем. Königsbrunn) град је у њемачкој савезној држави Баварска. Једно је од 46 општинских средишта округа Аугсбург. Према процјени из 2010. у граду је живјело 27.514 становника. Посједује регионалну шифру (AGS) 9772163.

## Географски и демографски подаци
Кенигсбрун се налази у савезној држави Баварска у округу Аугсбург. Град се налази на надморској висини од 516 метара. Површина општине износи 18,4 km². У самом граду је, према процјени из 2010. године, живјело 27.514 становника. Просјечна густина становништва износи 1.495 становника/km².

## Међународна сарадња
| Мјесто | Држава   | Врста сарадње | Од    |
| ------ | -------- | ------------- | ----- |
| Раб    | Хрватска | партнерство   | 1996. |
| Извор  |          |               |       |